# كولن هاربر (صحفي الموسيقى)
كولن هاربر (بالإنجليزية: Colin Harper)‏ هو صحفي الموسيقى بريطاني، ولد في 1968.

## وصلات خارجية
- كولن هاربر على موقع ميوزك برينز (الإنجليزية)